# Балада за Неси
„Балада за Неси“ (на английски: The Ballad of Nessie) е американски късометражен анимационен филм от 2011 г. на пълнометражната анимация „Мечо Пух“.

### Ролите озвучиха
| Роля      | Изпълнител     |
| --------- | -------------- |
| Разказвач | Марин Янев     |
| Друг глас | Георги Стоянов |

### Българска версия
| Обработка                       | Александра Аудио Shepperton International |
| ------------------------------- | ----------------------------------------- |
| Режисьор на дублажа             | Георги Стоянов                            |
| Преводач                        | Боримир Паскалев                          |
| Тонрежисьор на записа           | Пламен Чернев                             |
| Криейтив супервайзър            | Maciej Eyman                              |
| Продуцент на българската версия | Disney Character Voices International     |